# 들로리언 DMC-12

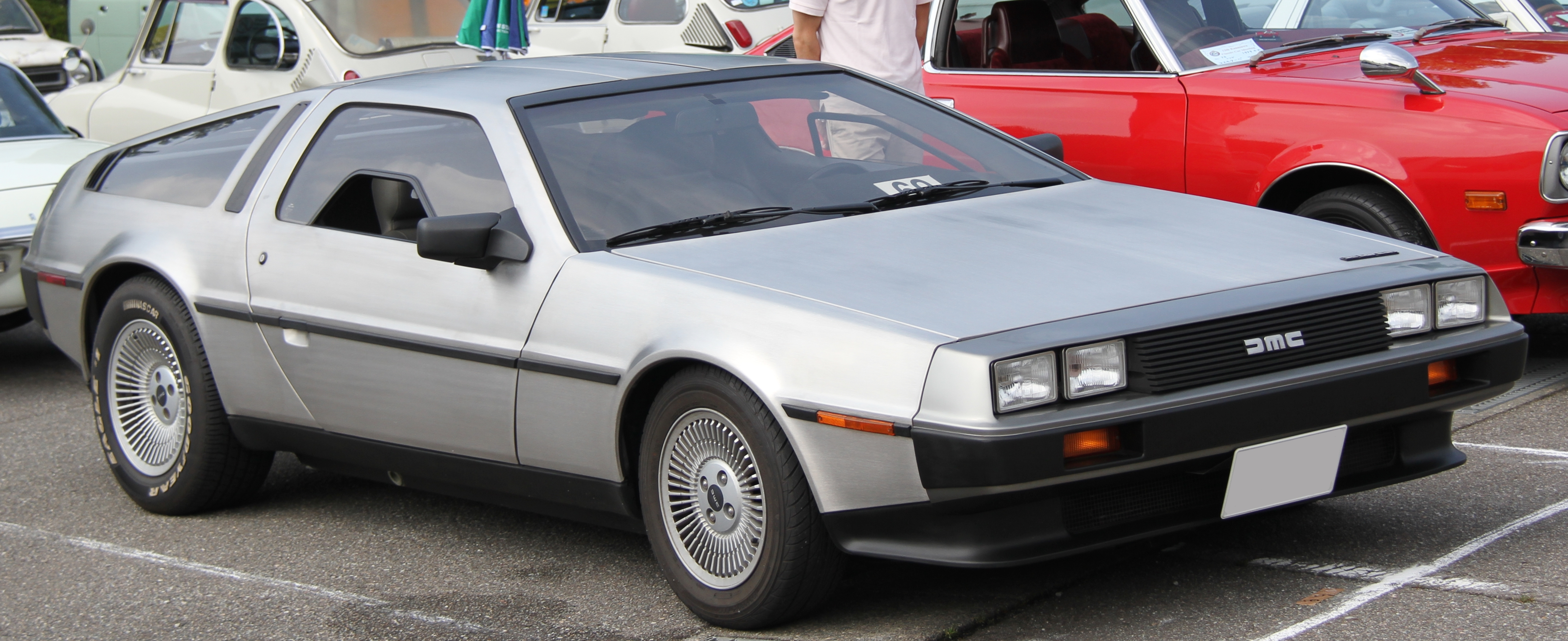
들로리언 DMC-12 정측면

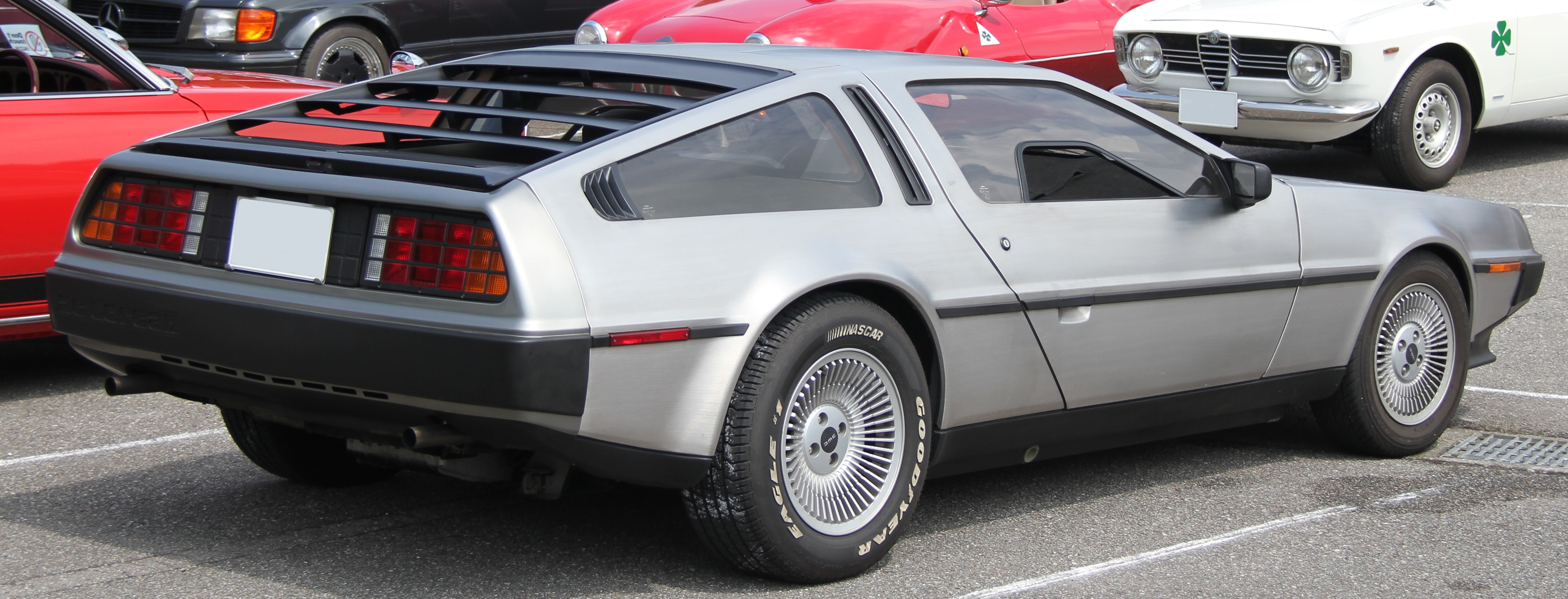
들로리언 DMC-12 후측면

들로리언 DMC-12(DeLorean DMC-12)는 들로리언 자동차(DeLorean Motor Company)에서 1981년부터 1982년까지 제작한 북아일랜드의 패스트백 스포츠카이다. 들로리언 자동차는 이 모델이 유일한 상용 모델이어서 들로리언 DMC-12를 간단히 들로리언이라고도 부른다. 조르제토 주지아로에 의해 설계됨, DMC-12는 차문이 열렸을 때 갈매기 날개 모양을 하고 있고 차체는 무광 처리된 스테인리스강으로 제작되어 있어, 전체적으로 독특한 디자인을 가지고 있다. DMC-12의 독특한 디자인 때문에 영화 백 투 더 퓨처 시리즈에 등장하기도 했다. 하지만 이미 회사가 망한 후에 영화가 만들어지는 바람에 회사가 망한 후에 인기를 얻는 불운의 회사와 자동차라고 불리우기도 한다.
DMC-12의 첫 번째 시험 모델은 1976년 10월에 발표되었고, 공식 모델은 1981년 북아일랜드 던머리(Dunmurry)에 있는 DMC 공장에서 생산을 시작했다. 생산기간동안 후드(본네트)의 형태나 바퀴 및 내장이 바뀌면서, 약 8,975대의 DMC-12가 제작되었으나 1982년 회사의 파산으로 생산이 중단되었다. 현재 약 6,500대의 들로리언 자동차의 차량들이 아직까지도 운행되고 있다고 알려져 있다.
DMC-12는 포르쉐를 상대하기로 만들어져서 미국의 막대한 보조 자금을 받았지만 부실한 품질과 포르쉐보다 동떨어진 성능, 가격 면으로 경쟁에서 지고 말았다.
DMC-12는 북아일랜드에서 생산되었지만, 주력 시장은 미국 시장이었다. 이 때문에 운전석이 좌측에 위치하고 있어, 우측 통행을 기본으로 제작되었다. 다만, 전체 생산대수 중 23%는 운전석이 우측에 위치하도록 제작되어 영국으로 판매가 되었다.
이후 2007년 미국 텍사스주 휴스턴의 자동차 개조회사 들로리언 모터스가 200개 정도 남아있는 오리지널 재고 엔진을 이용해 들로리언을 한정적으로 재생산 하겠다고 발표했고, 2008년부터 생산 및 시판에 들어갔다.
DMC-12는 현재까지도 전 세계적으로 충성도 높은 매니아를 가지고 있으며, 대중 문화의 한 아이콘으로 자리잡고 있다.